# Canton de Thonon-les-Bains
Le canton de Thonon-les-Bains, anciennement canton de Thonon, est une circonscription électorale française du département de la Haute-Savoie.

## Histoire administrative
Lors de l'annexion du duché de Savoie à la France révolutionnaire en 1792, la rive du Léman et l'arrière-pays de la Côte-en-Chablais sont organisés en canton avec Thonon pour chef-lieu, depuis 1793, au sein du département du Mont-Blanc, dans le district de Thonon. Thonon fut, au cours de la période du Moyen Âge, le chef-lieu d'une châtellenie et du bailliage du Chablais occidental. Ce nouveau canton comptait cinq communes : Allinges ; Anthy ; Draillans ; Lyaud et Armoy ; Margencel ; Mesinge ; Orcier ; Sciez et Thonon, avec 6 758 habitants. Avec la réforme de 1800, le canton est maintenu et compte désormais vingt-trois communes, dont celle du canton d'Abondance, dans le nouveau département du Léman.
En 1814, puis 1815, le duché de Savoie retourne dans le giron de la maison de Savoie. Le canton français de Thonon devient dans la nouvelle organisation de 1816 un mandement sarde comprenant treize communes : Allinges-Messinges ; Anthy ; Armoy-Liaud ; Bellevaux ; Lullin ; Margencel ; Marin ; Mégevette ; Orcier ; Reyvroz ; Sciez-Chavannex-Filly ; Thonon et Vailly, au sein de la province du Chablais. La nouvelle réforme de 1818 modifie l'organisation du mandement avec l'ajout de cinq communes (Cervens ; Draillant ; Habère-Lullin ; Habère-Poche ; Pérignier). En 1837, le mandement de Thonon est maintenu en l'état dans la province du Chablais, mais dans la nouvelle division administrative d'Annecy.
Au lendemain de l'Annexion de 1860, le duché de Savoie est réunis à la France et retrouve une organisation cantonale, au sein du nouveau département de la Haute-Savoie (créé par décret impérial le 15 juin 1860). Le mandement de Thonon devient le canton de Thonon. La commune de Thonon devient par décret du 11 janvier 1890 (J.O. du 19 mai 1890) Thonon-les-Bains ce qui modifie également le nom du canton,. La commune de Thonon-les-Bains absorbe celle de Marin en janvier 1973 avant qu'elle ne redevienne indépendante en 1995 ainsi qu'Anthy-sur-Léman en janvier 1974 qui redevient indépendant en 1983.
Le décret du 26 février 1997 a créé un nouveau canton de Thonon-les-Bains-Ouest en détachant neuf communes du canton unique de Thonon-les-Bains qui, réduit à huit communes, a pris le nom de canton de Thonon-les-Bains-Est.
Un nouveau découpage territorial de la Haute-Savoie entre en vigueur à l'occasion des premières élections départementales suivant le décret du 13 février 2014. Les conseillers départementaux sont, à compter de ces élections, élus au scrutin majoritaire binominal mixte. Les électeurs de chaque canton élisent au Conseil départemental, nouvelle appellation du Conseil général, deux membres de sexe différent, qui se présentent en binôme de candidats. Les conseillers départementaux sont élus pour 6 ans au scrutin binominal majoritaire à deux tours, l'accès au second tour nécessitant 12,5 % des inscrits au 1er tour. En outre la totalité des conseillers départementaux est renouvelée. Ce nouveau mode de scrutin nécessite un redécoupage des cantons dont le nombre est divisé par deux avec arrondi à l'unité impaire supérieure si ce nombre n'est pas entier impair, assorti de conditions de seuils minimaux. Dans la Haute-Savoie, le nombre de cantons passe ainsi de 34 à 17.
Le nouveau canton de Thonon-les-Bains est formé de communes des anciens cantons de Thonon-les-Bains-Ouest (5 communes + 1 fraction) et de Thonon-les-Bains-Est (6 communes + 1 fraction). Il est entièrement inclus dans l'arrondissement de Thonon-les-Bains. Le bureau centralisateur est situé à Thonon-les-Bains.

## Représentation

### Conseillers d'arrondissement (de 1861 à 1940)
| Période                                  | Période      | Identité                    | Étiquette   | Qualité |
| ---------------------------------------- | ------------ | --------------------------- | ----------- | --- |
|                                          | 1891 (décès) | Auguste Dupas               |             | Commandant, Thonon                                                                                          |
| 1891                                     | 1894 (décès) | M. Chaunat                  | Républicain | |
|                                          |              |                             |             | |
| 1910                                     | 1931         | Hector Piccot               | URD         | Hôtelier à Thonon                                                                                           |
| av.1931                                  | 1939 (décès) | Jérémie Genoud (1870-1939)  | Radical     | Négociant, adjoint au maire de Thonon                                                                       |
| 1931                                     | 1940         | François Vuattoux           | Radical     | Cultivateur à Orcier                                                                                        |
| Mars 1939                                | 1940         | Alfred Frossard (1897-1951) | Radical     | Entrepreneur de transports, maire d'Armoy (1926-1935 et 1942-1945)                                          |
| 1940                                     |              |                             |             | Les conseils d'arrondissement ont été suspendus par la loi du 12 octobre 1940 et n'ont jamais été réactivés |
| Les données manquantes sont à compléter. |              |                             |             | |

### Conseillers généraux (1861-1998)
| Période | Période                   | Identité                    | Étiquette           | Qualité |
| ------- | ------------------------- | --------------------------- | ------------------- | --- |
| 1861    | 1870 (décès)              | Édouard Dessaix             |                     | Avocat Président du Conseil général de la Haute-Savoie (1864-1870) |
| 1870    | 1874                      | Ferdinand Dubouloz          | Républicain libéral | Docteur en droit, avocat à Thonon |
| 1874    | 1919                      | Jules Mercier               | Républicain         | Avocat Maire de Thonon-les-Bains (1882-1883 et 1902-?) Député (1894-1909) - Sénateur (1909-1920) |
| 1919    | 1922                      | Louis Bordeaux              |                     | Avocat. Administrateur de l'hôpital militaire de Thonon. Fils de Henry Bordeaux |
| 1922    | 1923 (décès)              | Jules Mercier               | Républicain         | Avocat Ancien maire de Thonon-les-Bains ancien député, sénateur et conseiller général |
| 1923    | 1940 (démission d'office) | Paul Jacquier               | Rad.                | Avocat Maire de Thonon-les-Bains Député (1909-1919 et 1924-1935) Sénateur (1935-1940) Sous-secrétaire d'État (1914 et 1926) Ministre (1935) Président du Conseil Général (1937-1940) Révoqué par le Gouvernement de Vichy |
|         |                           |                             |                     | |
| 1942    | 1945                      | Germain Trolliet            |                     | Colonel Maire de Thonon-les-Bains (1940-1944) Nommé conseiller départemental en 1942 |
|         |                           |                             |                     | |
| 1945    | 1949                      | Albert Boccagny             | PCF                 | Agriculteur Maire de Cervens Député (1945-1958) |
| 1949    | 1979                      | Georges Pianta              | RI puis UDF-PR      | Avocat Député (1956-1981) Maire de Thonon-les-Bains (1944-1980) |
| 1979    | 1985                      | Michel Frossard (1934-2017) | PS                  | Chef d'entreprise de transports à Thonon-les-Bains |
| 1985    | 1992                      | Yves Sautier                | UDF-CDS             | Médecin Député (1981-1986) Adjoint au maire de Thonon-les-Bains |
| 1992    | 1995 (démission)          | Paul Neuraz (1932-2018)     | DVD                 | Chirurgien-dentiste Maire de Thonon-les-Bains (1980-1995) |
| 1995    | 1998                      | Jean Denais                 | UDF                 | Chargé de mission au conseil régional Rhône-Alpes Maire de Thonon-les-Bains (1995-2020) Elu en 1998 dans le Canton de Thonon-les-Bains-Ouest                                                                              |

### Conseillers départementaux (depuis 2015)
| Période élective | Période élective | Mandat | Mandat   | Identité       | Nuance | Nuance | Qualité                                                          |
| ---------------- | ---------------- | ------ | -------- | -------------- | ------ | ------ | ---------------------------------------------------------------- |
| 2015             | 2021             | 2015   | 2021     | Richard Baud   |        | DVD    | Employé au service environnement                                 |
| 2015             | 2021             | 2015   | 2021     | Patricia Mahut |        | DVD    | Attachée parlementaire de Marc Francina (député) (jusqu'en 2017) |
| 2021             | 2028             | 2021   | en cours | Richard Baud   |        | DVD    | Conseiller sortant, conseiller municipal Thonon-les-Bains        |
| 2021             | 2028             | 2021   | en cours | Patricia Mahut |        | DVD    | Conseillère sortante - Professeure de droit et économie          |

### Résultats détaillés

#### Élections de mars 2015
À l'issue du 1er tour des élections départementales de 2015, deux binômes sont en ballottage : Anne-Françoise Abadie Parisi et Bernard Large (FN, 23,38 %) et Richard Baud et Patricia Mahut (UMP, 18,26 %). Le taux de participation est de 41,82 % (14 472 votants sur 34 606 inscrits) contre 45,4 % au niveau départemental et 50,17 % au niveau national.
Au second tour, Richard Baud et Patricia Mahut (UMP) sont élus avec 67,98 % des suffrages exprimés et un taux de participation de 43,69 % (9 003 voix pour 15 121 votants et 34 607 inscrits).

#### Élections de juin 2021
Le premier tour des élections départementales de 2021 est marqué par un très faible taux de participation (33,26 % au niveau national). Dans le canton de Thonon-les-Bains, ce taux de participation est de 27,17 % (9 684 votants sur 35 647 inscrits) contre 28,81 % au niveau départemental. À l'issue de ce premier tour, deux binômes sont en ballottage : Richard Baud et Patricia Mahut (DVD, 27,9 %) et Sophie Parra D'Andert et Michel Vuillaume (PCF, 25,78 %).
Le second tour des élections est marqué une nouvelle fois par une abstention massive équivalente au premier tour. Les taux de participation sont de 34,36 % au niveau national, 29,17 % dans le département et 27,34 % dans le canton de Thonon-les-Bains. Richard Baud et Patricia Mahut (DVD) sont élus avec 60,84 % des suffrages exprimés (5 579 voix pour 9 751 votants et 35 661 inscrits),,.

## Composition

### Composition de 1860 à 1997
Lors de sa disparition de 1997, le canton était composé de 16 communes :
- Allinges,
- Anthy-sur-Léman,
- Armoy,
- Bellevaux,
- Cervens,
- Draillant,
- Lullin,
- Lyaud,
- Margencel,
- Marin,
- Orcier,
- Perrignier,
- Reyvroz,
- Sciez,
- Thonon-les-Bains (chef-lieu),
- Vailly.

### Composition depuis 2015
Le canton de Thonon-les-Bains comprend désormais douze communes entières.
| Nom                                      | Code Insee | Intercommunalité        | Superficie (km2) | Population (dernière pop. légale) | Densité (hab./km2) | Modifier                                    |
| ---------------------------------------- | ---------- | ----------------------- | ---------------- | --------------------------------- | ------------------ | ------------------------------------------- |
| Thonon-les-Bains (bureau centralisateur) | 74281      | CA Thonon Agglomération | 16,21            | 37 689 (2022)                     | 2 325              | modifier les données · modifier les données |
| Allinges                                 | 74005      | CA Thonon Agglomération | 15,01            | 4 938 (2022)                      | 329                | modifier les données · modifier les données |
| Armoy                                    | 74020      | CA Thonon Agglomération | 4,95             | 1 501 (2022)                      | 303                | modifier les données · modifier les données |
| Bellevaux                                | 74032      | CC du Haut-Chablais     | 48,97            | 1 392 (2022)                      | 28                 | modifier les données · modifier les données |
| Cervens                                  | 74053      | CA Thonon Agglomération | 6,36             | 1 259 (2022)                      | 198                | modifier les données · modifier les données |
| Draillant                                | 74106      | CA Thonon Agglomération | 10,41            | 875 (2022)                        | 84                 | modifier les données · modifier les données |
| Lullin                                   | 74155      | CC du Haut-Chablais     | 13,25            | 799 (2022)                        | 60                 | modifier les données · modifier les données |
| Lyaud                                    | 74157      | CA Thonon Agglomération | 9,17             | 1 766 (2022)                      | 193                | modifier les données · modifier les données |
| Orcier                                   | 74206      | CA Thonon Agglomération | 9,39             | 1 073 (2022)                      | 114                | modifier les données · modifier les données |
| Perrignier                               | 74210      | CA Thonon Agglomération | 7,85             | 1 882 (2022)                      | 240                | modifier les données · modifier les données |
| Reyvroz                                  | 74222      | CC du Haut-Chablais     | 9,82             | 498 (2022)                        | 51                 | modifier les données · modifier les données |
| Vailly                                   | 74287      | CC du Haut-Chablais     | 18,89            | 907 (2022)                        | 48                 | modifier les données · modifier les données |
| Canton de Thonon-les-Bains               | 7417       |                         | 170,28           | 54 579 (2022)                     | 321                | modifier les données                        |

## Démographie
En 2022, le canton comptait 54 579 habitants, en évolution de +7,3 % par rapport à 2016 (Haute-Savoie : +6,01 %, France hors Mayotte : +2,11 %).
| 2013   | 2018   | 2022   |
| ------ | ------ | ------ |
| 49 597 | 51 263 | 54 579 |